# لمفوما بائية الخلايا للمنطقة الهامشية العقدية
لمفوما بائية الخلايا للمنطقة الهامشية العقدية (بالإنجليزية: Nodal marginal zone B cell lymphoma)‏ هو شكل من لمفوما المنطقة الهامشية التي يمكن أن تنتج مستعمرات في الجريبات في العقدة الليمفية.